# Vanmanenia pingchowensis
Vanmanenia pingchowensis är en fiskart som först beskrevs av Fang, 1935.  Vanmanenia pingchowensis ingår i släktet Vanmanenia och familjen grönlingsfiskar. IUCN kategoriserar arten globalt som livskraftig. Inga underarter finns listade i Catalogue of Life.